# Соколов Олег Михайлович
Олег Михайлович Соколов (рос. Олег Михайлович Соколов; 20 квітня 1937 — 25 лютого 2016) — радянський і російський дипломат. Надзвичайний і повноважний посол.

## Життєпис
Закінчив Московський державний інститут міжнародних відносин (МДІМВ) МЗС СРСР (1960). Працював у центральному апараті МЗС і за кордоном. Обіймав різні посади в посольстві СРСР у США.
З 12 листопада 1987 до 30 жовтня 1990 року — надзвичайний і повноважний посол СРСР у Республіці Філіппіни.
З 30 жовтня 1990 до 17 лютого 1992 року — надзвичайний і повноважний посол СРСР, потім (з 1991) Російської Федерації в Республіці Корея.
У 1992-1995 роках — директор Департаменту з роззброєння і контролю за військовими технологіями МЗС Росії.
З 24 березня 1995 по 18 березня 1999 року — постійний представник Російської Федерації при міжнародних організаціях у Відні (Австрія).
З 1999 року — на пенсії.
Був одружений, виховав трьох дітей.

## Нагороди
- Орден «Знак Пошани»
- Медаль «За трудову доблесть»